# Malaysia Open 1940
Die Malaysia Open 1940 im Badminton fanden Ende März 1940 in Ipoh statt. Sie waren die 4. Auflage dieses Championats.
== Finalresultate der Malaysia Open 1940 ==
| Disziplin    | Sieger                      | Finalist                       | Ergebnis     |
| ------------ | --------------------------- | ------------------------------ | ------------ |
| Herreneinzel | Wong Peng Soon              | Ooi Teik Hock                  | 15-1, 15-7   |
| Dameneinzel  | Cecilia Chan                | Lee Chee Neo                   | 11-0, 11-1   |
| Herrendoppel | Ooi Teik Hock Tan Kin Hong  | Chee Choon Wah Chee Choon Keng | 18-14, 15-11 |
| Damendoppel  | Lee Chee Neo Lee Kim Leo    | Chan Kon Yoon Cecilia Chan     | 15-10, 15-7  |
| Mixed        | Wong Peng Soon Lee Chee Neo | Ooi Teik Hock Cecilia Chan     | 15-9, 15-11  |